# Выйти из леса на поляну
«Выйти из леса на поляну» — советский художественный фильм 1987 года, снятый режиссёром Ермеком Шинарбаевым на киностудии «Казахфильм» по сценарию Анатолия Кима.
Премьера фильма состоялась 13 января 1988 года. Фильм посмотрели 200 тысяч зрителей.

## Сюжет
Сельский учитель Василий Васильевич приглашает незнакомого мужчину в лес за грибами. Во время прогулки они обсуждают жизнь, смерть и значение существования. Василий умирает, но успевает поделиться мыслью о важности ощущения связи с миром.

## В ролях
- Николай Гринько — Василий Васильевич, учитель
- Алексей Жарков — математик, гость учителя
- Хамар Адамбаева — молодая женщина
- Гульжамал Батыргалиева — бабушка Айкумус
- Валентина Те — гейша, в мечтах математика

В эпизодах:
- Зинаида Шарко — пассажирка поезда
- Сергей Копытин — Василий Васильевич в молодости
- Сергей Попов
- Любовь Германовна — дочь Василия Васильевича
- Вера Янковская — цыганка
- Эдуард Гришин — Василий Васильевич в юности
- Айгуль Бегдуллаева — Айкумус в юности
- Наталия Потапова — эпизод

## Съёмочная группа
- Автор сценария: Анатолий Ким
- Режиссёр-постановщик: Ермек Шинарбаев
- Операторы-постановщики: Георгий Гидт, Сергей Косманев
- Художник-постановщик: Умирзак Шманов
- Композитор: Бейбит Дальденбаев
- Звукооператор: Гульсара Мукатаева
- Режиссёр: Сергей Копытин
- Художник по костюмам: Наталья Илькина
- Костюмы: Роза Искакова
- Гримёр: Людмила Джексембаева
- Монтажёр: Хадиша Урмурзиеа
- Ассистенты режиссёра: Раушан Мейрманова, Ардак Жилисбаева
- Ассистент оператора: Игорь Кочетков
- Комбинированные съёмки:
  - Оператор: Виктор Жанов
  - Художник: Альберт Рудаченко
- Музыкальный редактор: Аикен Куатбаева
- Редактор: Галина Теплицкая
- Административная группа: Аркадий Орлов, Евгений Шевердюк
- Директор картины: Ульян Дубинин

## Музыка
В фильме звучит музыка Йозефа Гайдна.

## Премии
Фильм получил премию «Ника» за лучшую работу художника по костюмам (Р. Искакова).